# Huzama Habayeb

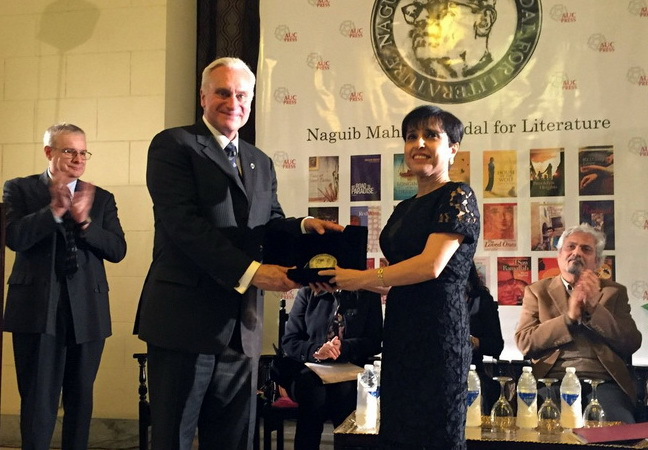
Habayeb (rechts) in Kairo 2017

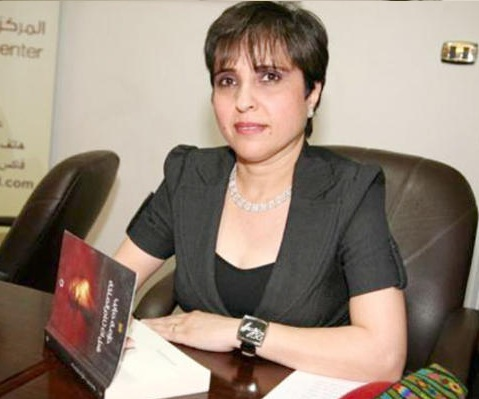
Habayeb im September 2011 in Amman bei einer Autogrammsitzung

Huzama Habayeb (arabisch حبايب، حزامة Ḥuzāmah Ḥabāyib, geboren am 4. Juni 1965 in Kuwait) ist eine palästinensische Schriftstellerin, Journalistin und Übersetzerin.

## Leben
Sie wurde als Kind palästinensischer Eltern in Kuwait geboren, wuchs dort auf und studierte an der Universität Kuwait, wo sie 1987 ihren Bachelorabschluss in English Language and Literature errang. Sie arbeitete anschließend als Journalistin, bis sie aufgrund des Zweiten Golfkriegs und der folgenden Vertreibung der Palästinenser aus Kuwait 1991 mit ihrer Familie Kuwait verlassen musste und sich in Amman, Jordanien niederließ. Dort arbeitete sie als Lehrerin und freie Übersetzerin. Für ihre ersten Kurzgeschichtensammlungen erhielt sie Literaturpreise und zunehmend lobende Kritiken. Ihr Debütroman wurde dann wegen anzüglicher und sexueller Inhalte in Jordanien verboten, nachdem sie auf ihren Formulierungen beharrt hatte. Habayeb sagte ferner aus, dass der Vorwurf der Pornographie nur ein Vorwand sei, und die politischen Gründe für den Bann verschwiegen würden. Der Roman erhielt dennoch positive Kritiken, ebenso wie die später folgenden weiteren Romane.
Irgendwann zwischen 1993 und 2012 siedelte sie in die Vereinigten Arabischen Emirate um, wo sie in Abu Dhabi lebt.

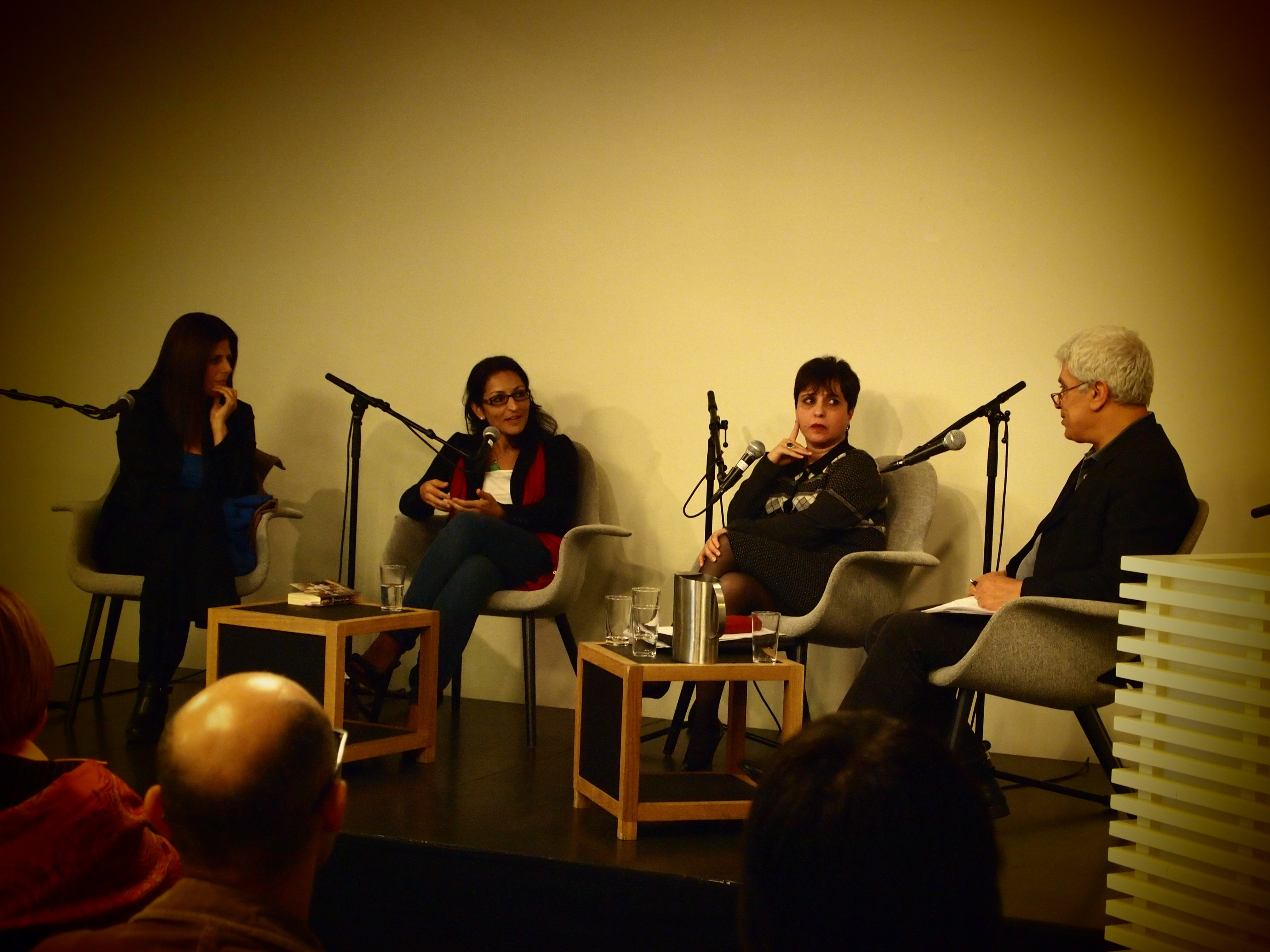
Habayeb (3.v.l.) in Oslo bei der Veranstaltung Viewing Palestine, 2011

Habayeb engagiert sich politisch für das Ende der Existenz des Staats Israel und lehnt im Sinne von Boycott, Divestment and Sanctions Kontakte mit Israelis ab, einschließlich Auftritte auf von Israelis besuchten Veranstaltungen oder Publikation in Werken, zu denen auch Israelis beigetragen haben. Aus diesem Grund verhinderte sie bereits 2012 das Erscheinen einer von der Universität Texas geplanten Buchanthologie, als sie dreizehn Mitautoren zum Rückzug von dem Projekt motivierte. Jeder ihrer Romane ist durch die palästinensische Flüchtlingsfrage mitgeprägt. Sie selbst hat nie palästinensischen Boden betreten, da sie für die Einreise in das Westjordanland einen israelischen Passeintrag erhalten müsste, wodurch sie Israel anerkennen würde.
Sie sprach bereits auf verschiedenen internationalen Veranstaltungen, darunter in Oslo bei Viewing Palestine im Jahr 2011 sowie in Hankuk 2012. Im Jahr 2017 erhielt sie in Kairo die nach Nagib Mahfuz benannte Naguib-Mahfouz-Medaille für Literatur.
Habayeb schreibt in Arabisch, einige Werke erschienen aber auch auf Englisch. Sie übersetzt selbst weiterhin Bücher englischsprachiger Autoren, wobei sie selbst die Werke thematisch auswählt: beispielsweise übernahm sie die arabische Übersetzung des antisemitischen Werks The wandering who?. Ferner ist Habayeb als Kolumnistin aktiv und schreibt als solche für die Tageszeitungen Al Ra'i und Ad-Dustour in Jordanien, sowie für Magazine wie Dubai Al-Thakafiya, die in Dubai erscheinen. Sie ist Mitglied in der Jordanian Writers Association und in der Arabischen Schriftstellervereinigung.

## Werke

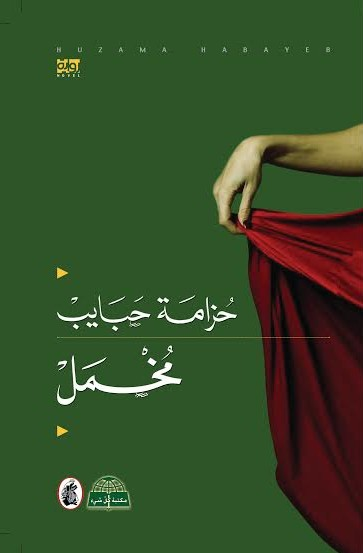
Buchcover von مُخْمَل (Mukhmal, englisch Velvet)

Die meisten ihrer Werke werden vom Arab Institute for Research and Publishing (AIRP, Arabischen Forschungs- und Publikationsinstitut) mit Sitzen in Beirut und Amman herausgegeben.
Sie begann ihre schriftstellerische Tätigkeit mit einer Gedichtsammlung, fokussierte sich dann aber auf Kurzgeschichten und anschließend auf Romane.
- 1990: Images (Gedichtsammlung, erschienen in Ausgabe 23 des An-Naqid-Magazins, London)[9]
- 1992: الرَّجُل الذي يَتَكرَّر (The Man Who Recurs, AIRP, erste Kurzgeschichtensammlung)
- 1994: التُفَّاحات البَعيدَة (The Faraway Apples, Al-Karmel Publishing House, zweite Kurzgeschichtensammlung)
- 1997: شَكْلٌ للغِياب (A Form of Absence, AIRP, dritte Kurzgeschichtensammlung)
- 2002: لَيْلٌ أحْلَى (Sweeter Night, AIRP, vierte Kurzgeschichtensammlung)
- 2006: خَيْطٌ يَنْقَطِع (Thread Snaps, Kurzgeschichte als Beitrag zur Anthologie Qissat)
- 2007: أصْلُ الهَوَى (The Origin of Love, deutsch in etwa: Der Ursprung der Leidenschaft, AIRP, Roman)
- 2009: استجداء (Begging, Gedichtsammlung, AIRP)
- 2010: مِنْ وَراء النَّوافِذ (From Behind Windows, Palästinensische Kulturbehörde, Kurzgeschichtensammlung)
- 2011: قَبْلَ أن تَنامَ المَلِكَة (Before the Queen falls asleep, AIRP, Roman)
- 2016: مُخْمَل (2017 englisch: Velvet, AIRP, Roman[10])